# Hkakabo Razi
Hkakabo Razi (em língua birmanesa: ခါကာဘိုရာဇီ) é o ponto culminante de Mianmar e a mais alta montanha do sudeste asiático, com 5881 m de altitude. Situa-se no estado de Kachin, perto da tríplice fronteira Mianmar - China - Índia (Arunachal Pradesh).
O japonês Takashi Ozaki e o birmanês Nyama Gyaltsen foram as primeiras pessoas a escalar a montanha, em 1996. Ozaki tentara escalá-la em 1995 mas teve de abortar a subida por causa do mau tempo. O percurso é muito difícil (quatro semanas de caminhada) e árduo, pois é rodeado de floresta e muitos rios que é preciso atravessar a vau. A data recente da escalada deve-se ao facto de a zona da montanha ter estado fechada aos estrangeiros até 1993.